# Megachile pulvinata
Megachile pulvinata là một loài Hymenoptera trong họ Megachilidae. Loài này được Vachal mô tả khoa học năm 1910.